# Panamaische Fußballnationalmannschaft der Frauen/Weltmeisterschaften
Der Artikel beinhaltet eine ausführliche Darstellung der panamaischen Fußballnationalmannschaft der Frauen bei Weltmeisterschaften. Panama konnte sich erstmals für die WM-Endrunde 2023 qualifizieren und ist die siebte CONCACAF-Mannschaft der dies gelang.

## Die Nationalmannschaft bei Weltmeisterschaften

### Übersicht
| Jahr | Gastgeberland         | Teilnahme bis …    | Gegner                         | Ergebnis | Trainer          | Bemerkungen und Besonderheiten |
| ---- | --------------------- | ------------------ | ------------------------------ | -------- | ---------------- | --- |
| 1991 | Volksrepublik China   | nicht teilgenommen |                                |          |                  | |
| 1995 | Schweden              | nicht teilgenommen |                                |          |                  | |
| 1999 | USA                   | nicht teilgenommen |                                |          |                  | |
| 2003 | USA                   | nicht qualifiziert |                                |          |                  | Beim CONCACAF Women’s Gold Cup 2002 an den USA und Mexiko gescheitert, das sich auch nicht qualifizieren konnte                                        |
| 2007 | Volksrepublik China   | nicht qualifiziert |                                |          |                  | Im Viertelfinale des CONCACAF Women’s Gold Cup 2006 an Jamaika gescheitert                                                                             |
| 2011 | Deutschland           | nicht teilgenommen |                                |          |                  | |
| 2015 | Kanada                | nicht qualifiziert |                                |          |                  | In der Qualifikation zum CONCACAF Women’s Gold Cup 2014 an Guatemala gescheitert, das sich aber auch nicht für die WM qualifizieren konnte.            |
| 2019 | Frankreich            | nicht qualifiziert |                                |          |                  | Zunächst im Spiel um Platz 3 des CONCACAF Women’s Gold Cup 2018 an Jamaika und anschließend in CONMEBOL/CONCACAF-Play-offs an Argentinien gescheitert. |
| 2023 | Australien/Neuseeland | Vorrunde           | Brasilien, Jamaika, Frankreich | 31.      | Ignacio Quintana | Durch den Sieg in einem Finale des interkontinentalen Play-offs qualifiziert.                                                                          |

### Statistik
(Angaben inkl. 2023: NeunWeltmeisterschaften)
- nicht teilgenommen: viermal (44,4 %)
- nicht qualifiziert: achtmal (44,4 %)
- qualifiziert: einmal (11,1 % bzw. 20 % der Versuche)
  - Vorrunde: einmal (11,1 %)

## Die Turniere

### WM 1991 bis 1999
An den Qualifikationen für die ersten drei Weltmeisterschaften der Frauen nahm Panama nicht teil.

### WM 2003 in den USA
Eigentlich sollte die WM 2003 wieder in der Volksrepublik China stattfinden. Wegen der SARS-Epidemie wurde das Turnier kurzfristig in die USA verlegt. Damit fand die Weltmeisterschaft zum zweiten Mal in den USA statt. An dieser wollte nun auch Panama teilnehmen Um sich für die WM zu qualifizieren musste sich Panama zunächst für den CONCACAF Women’s Gold Cup 2002 qualifizieren. Dies gelang bei einem Turnier in El Salvador Ende Juli/Anfang August 2002, bei dem die Panamaische Fußballnationalmannschaft der Frauen ihre ersten Spiele bestritt. Sie startete mit einem 2:1-Sieg gegen Guatemala, gewann gegen die Gastgeberinnen mit 3:1 und verlor dann gegen, Costa Rica mit 1:4 und 2:6 gegen Honduras. Aufgrund des direkten Vergleichs wurden sie aber Gruppenzweite vor der punktgleichen Mannschaft von Guatemala und waren damit für den Gold Cup qualifiziert. Hier gelang dann aber nur im ersten Gruppenspiel gegen Trinidad und Tobago ein 4:2-Sieg. Danach wurde gegen Mexiko mit 1:5 und mit 0:9 gegen die USA verloren, wodurch sie als Dritte ausschieden.

### WM 2007 in der Volksrepublik China
Vier Jahre später fand dann die WM doch zum zweiten Mal in der Volksrepublik China statt. Für den CONCACAF Women’s Gold Cup 2006, der wieder als Qualifikation diente, konnte sich Panama qualifizieren. In der Qualifikation setzte sich die Mannschaft gegen Costa Rica und Guatemala mit zwei Siegen durch. Im Viertelfinale des Gold Cups wurde aber mit 0:2 gegen Jamaika verloren.

### WM 2011 in Deutschland
Für den CONCACAF Women’s Gold Cup 2010, der als Qualifikation für die WM in Deutschland diente, hatte sich Panama nicht gemeldet.

### WM 2015 in Kanada
Für die WM im Norden des Subkontinents wurde die Teilnehmerzahl auf 24 erhöht und die CONCACAF-Mannschaften erhielten neben dem automatischen Startplatz für den Gastgeber drei feste Startplätze und die Möglichkeit für den Vierten des Gold Cups sich gegen den Vierten der Südamerikameisterschaft in inneramerikanischen Playoffs zu qualifizieren. Für den Gold Cup konnte sich Panama, das nun wieder teilnehmen wollte, nicht qualifizieren. Bei einem Turnier in Guatemala-Stadt wurde das erste Spiele gegen Guatemala mit 0:1 verloren. Zwar wurden dann die beiden weiteren Gruppenspiele gegen Belize mit 13:1 und Honduras mit 4:1 gewonnen, da Guatemala gegen die beiden Mannschaften aber auch gewann, verpasste Panama als Gruppenzweiter den Gold Cup.

### WM 2019 in Frankreich
Für die Fußball-Weltmeisterschaft der Frauen 2019 konnte sich Panama wieder nicht qualifizieren. Das Qualifikations-Turnier für den CONCACAF Women’s Gold Cup 2018 sollte ursprünglich in der Zeit vom 6. bis 10. Juni 2018 in Nicaragua stattfinden. Aufgrund der Unruhen in Nicaragua wurde im Juli entschieden, dass die Spiele Ende August in Florida stattfinden sollten. Guatemala wurde 2016 von der FIFA suspendiert und konnte sich daher nicht anmelden. Beim Turnier gewann Panama zunächst mit 4:0 gegen Nicaragua und 6:2 gegen El Salvador, verlor dann zwar mit 1:3 gegen Costa Rica, da aber diesmal der Gruppensieger und -zweite zum Gold Cup fahren durften, war die Niederlage nicht tragisch. Beim Gold Cup startete Panama mit einem 3:0 gegen Trinidad und Tobago, verlor dann mit 0:5 gegen die USA und sicherte sich mit einem 2:0 gegen Mexiko den Platz im Halbfinale. Hier wurde mit 0:7 gegen Kanada verloren, so dass es im Spiel um Platz 3 um das WM-Ticket ging. Hier stand es gegen Jamaika nach 120 Minuten 2:2, so dass es zum Elfmeterschießen kam, in dem Jamaika mit 4:2 die Oberhand behielt und erstmals zur WM fuhr. Panama hatte aber noch die Chance sich in zwei Spielen gegen Argentinien das WM-Ticket zu holen, verlor aber in Argentinien mit 0:4 und erreichte im Heimspiel nur ein 1:1.

### WM 2023 in Australien und Neuseeland
Als Qualifikation für die Mannschaften der CONCACAF diente die CONCACAF W Championship 2022, bei der sich die vier Halbfinalisten direkt für die WM qualifizieren konnten und die Gruppendritten sich für das im Februar 2023 stattgefundene interkontinentale Play-off-Turnier qualifizierten. Panama musste sich dafür qualifizieren. Die Mannschaft musste in einer Fünfergruppe, bei der jede Mannschaft zwei Heim- und zwei Auswärtsspiele haben sollte, gegen El Salvador, Belize, Barbados und Aruba antreten, wobei die Auswärtsspiele auf neutralem Platz bei einem der anderen Gruppengegner stattfanden. Mit vier Siegen und 24:0 Toren qualifizierte sich Panama für die Championship in Mexiko. Im ersten Spiel wurde gegen Costa Rica mit 0:3 und anschließend gegen Olympiasieger Kanada mit 0:1 verloren und damit das Halbfinale und die direkte WM-Qualifikation verpasst. Durch einen 1:0-Sieg gegen das ebenfalls noch sieglose Team aus Trinidad und Tobago wurde Panama aber Dritte und war damit für das Interkontinentale Play-off-Turnier qualifiziert. Hier trafen sie im Halbfinale auf Ozeanienmeister Papua-Neuguinea, das in Abwesenheit von Rekordmeister Neuseeland den Titel erstmals gewonnen hatte. Mit einem 2:0-Sieg qualifizierte sich Panama für das Finale gegen Paraguay, das bei der Copa América der Frauen 2022 im Spiel um Platz 3 gegen Argentinien verloren und damit die direkte WM-Qualifikation verpasst hatte. Durch einen 1:0-Sieg sicherte sich Panama das letzte WM-Ticket.
Bei der Auslosung am 22. Oktober 2022 wurden die noch nicht qualifizierten Mannschaften dem Topf 4 zugeordnet. Die Mannschaft, die sich über den Weg C qualifizieren würde, wurde in die Gruppe mit Frankreich gelost, das als Gruppenkopf gesetzt war. Zugelost wurden ferner Südamerikameister Brasilien und Jamaika, so dass es zum ersten Gruppenspiel zweier CONCACAF-Mannschaften bei der WM der Frauen kam. Durch Niederlagen gegen Brasilien und Jamaika hatte die Mannschaft schon vor dem letzten Spiel keine Chance mehr das Achtelfinale zu erreichen. Im letzten Spiel gegen Frankreich gelang dann Marta Cox in der zweiten Spielminute nicht nur das erste WM-Tor für Panama, sondern auch das zu dem Zeitpunkt früheste Turniertor per direkt verwandeltem Freistoß. Am Ende musste sich Panama aber mit 3:6 geschlagen geben.

## Spiele
| Alle WM-Spiele |            |          |            |                |   |          |                               |
| Nr.            | Datum      | Ergebnis | Gegner     | Austragungsort |   | Anlass   | Bemerkungen                   |
| 1              | 24.07.2023 | 0:4      | Brasilien  | Adelaide (AUS) | * | Vorrunde | Erstes Spiel gegen Brasilien  |
| 2              | 29.07.2023 | 0:1      | Jamaika    | Perth (AUS)    | * | Vorrunde |                               |
| 3              | 02.08.2023 | 3:6      | Frankreich | Sydney (AUS)   | * | Vorrunde | Erstes Spiel gegen Frankreich |

## Negativrekorde
Panama gehört zu den elf WM-Teilnehmern, die noch kein WM-Spiel gewinnen konnten und den sechs punktlosen Mannschaften.